# Adonisea tuberculum
Adonisea tuberculum är en fjärilsart som beskrevs av Jacob Hübner 1827. Adonisea tuberculum ingår i släktet Adonisea och familjen nattflyn. Inga underarter finns listade i Catalogue of Life.